# Червоне (село, Бердичівський район)
Червоне  — колишнє село в Україні, у Бердичівському районі Житомирської області. Підпорядковувалось Озадівській сільській раді. Розташовувалося за 3 км на схід від села Лісова Слобідка.

## Історія
Хутір Червоне виник між 1906 та 1923 роками. Такий хронологічний проміжок можливий за результатами аналізу довідника «Список населенных мест Волынской губернии» 1906 року та тим, що на час ліквідації губернського поділу 1923 року хутір вже існував.
Підпорядковувався послідовно Янушпільській волості Житомирського повіту (до 1923), Маловолицькій (1923-26), Червонецькій сільській раді (1926-41), Лісово-Слобідській (1941-54), Озадівській сільським радам Янушпільського (1954-57), Чуднівського (1957-59), Бердичівського (1959-85) районів.
Розташовувалося серед лісу, складалося з 2 окремих частин.
Зняте з обліку Рішенням виконкому Житомирської обласної ради від 9 грудня 1985 року.